# Saphanidus aeneus
Saphanidus aeneus är en skalbaggsart som beskrevs av Jordan 1903. Saphanidus aeneus ingår i släktet Saphanidus och familjen långhorningar.
Artens utbredningsområde är Gabon. Inga underarter finns listade i Catalogue of Life.